# Palace of Fine Arts

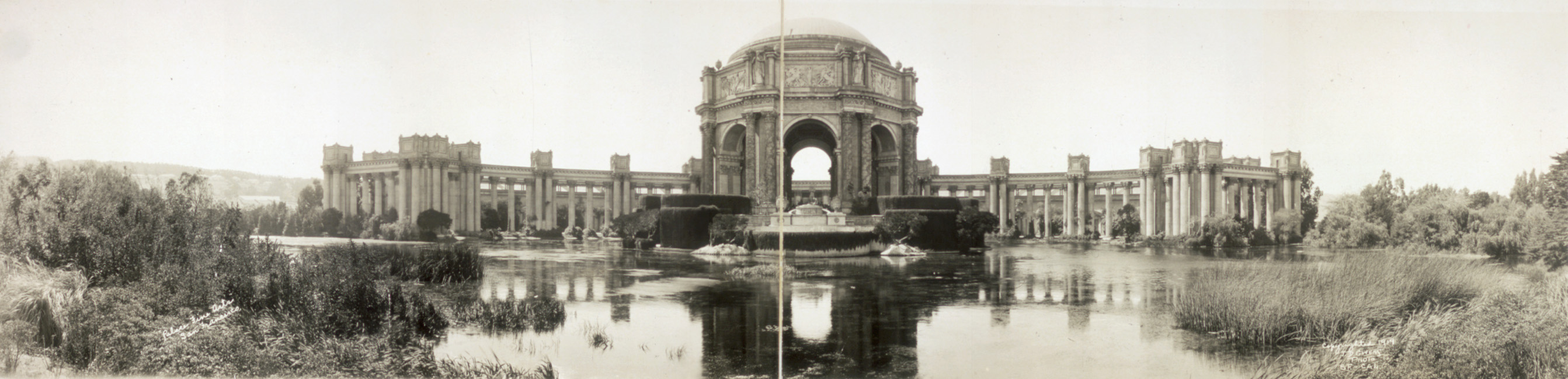
The Palace of Fine Arts: 1919

Der Palace of Fine Arts im Marina District in San Francisco ist ein Gebäude, das für die Panama-Pacific International Exposition von 1915 errichtet wurde. Der zentrale Teil enthält eine Kuppel, die dem Stil römischer und griechischer Tempel entspricht.

## Geschichte

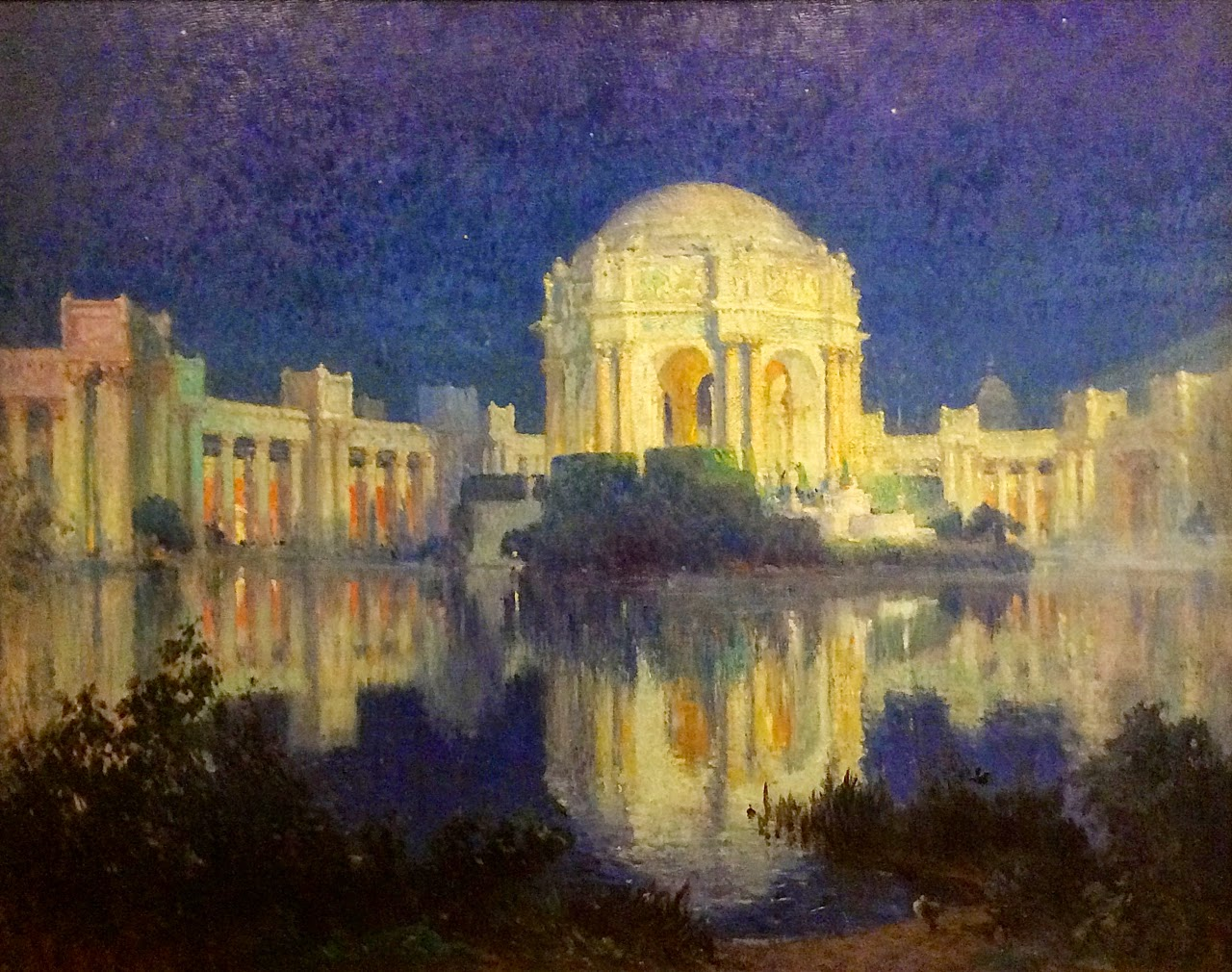
Zeichnung des Palace of Fine Arts von Colin Campbell Cooper um 1915

Das Gebäude wurde von Bernard Maybeck, einem Architekten des Arts and Crafts Movement, entworfen. Deutlich sind die Einflüsse römischer und griechischer Architektur zu erkennen, besonders die Kuppel in der Mitte der Anlage erinnert an Tempelanlagen in Griechenland oder Italien.
Die mit vielen Skulpturen verzierten Friese zu den Themen „Einkehr“ und „Meditation“ wurden von Ulric Ellerhusen geschaffen. Der Palace of Fine Arts gehört neben dem Japanischen Teehaus zu den zwei Gebäuden, die als einzige nach der Ausstellung nicht abgerissen wurden. Anders als alle andere Ausstellungsmonumente wurde der Palace of Fine Arts feuerfest aus Beton und Stahl gebaut.  Weil die Einwohner San Franciscos das neue Wahrzeichen erhalten wollten, wurde bereits in den 30er-Jahren Geld gesammelt, um das Gebäude sanft zu sanieren. Als das Gebäude dann in den 1960er Jahren tatsächlich am Zerfallen war, so dass eine Reparatur nicht mehr möglich war, wurde der Palast durch die Hilfe der Stadt und von Spendern mit beständigen Baumaterialien neu errichtet. 1990 wurde durch die Initiative von Nachbarn und Unternehmungen eine nächtliche Beleuchtung eingerichtet, aber das Gebäude blieb in einem sehr schlechten Zustand. Seismische Aktivitäten, Wasser und Bakterien hatten die Verzierungen angegriffen, und der Zerfall drohte. 2003 wurde daher eine Kampagne gestartet, um eine umfangreiche Renovierung zu finanzieren. Mit dem Geld sollte die Erdbebensicherheit verbessert, strukturelle Schäden behoben, die Wasserqualität des Teichs verbessert und auch Pflanzen und Wasservögel angesiedelt werden. Am 5. Dezember 2005 wurde der Palace of Fine Arts als Historic District in das National Register of Historic Places aufgenommen. Anfang 2009 wurden die Renovierungsarbeiten abgeschlossen. Inzwischen säumen australische Eukalyptusbäume das östliche Ufer der Lagune und viele neue Tierarten wurden angesiedelt, darunter Schwäne, Enten, Gänse, Schildkröten, Frösche, und Waschbären.
Die Ausstellungshalle, die während der Ausstellung impressionistische Gemälde beherbergte, wurde bis Januar 2013 vom Exploratorium, einem Hands-on-Museum, genutzt.
Die Rotunde mit der Kuppel ist ein beliebter Ort für Hochzeiten.

## Galerie

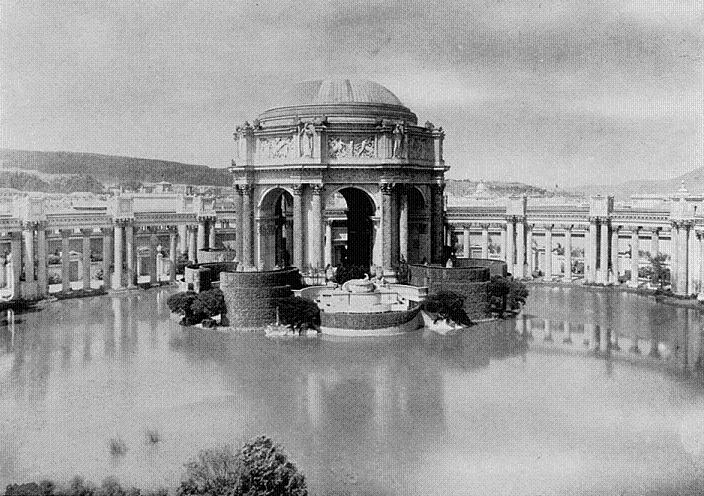
Der Palast 1915 …
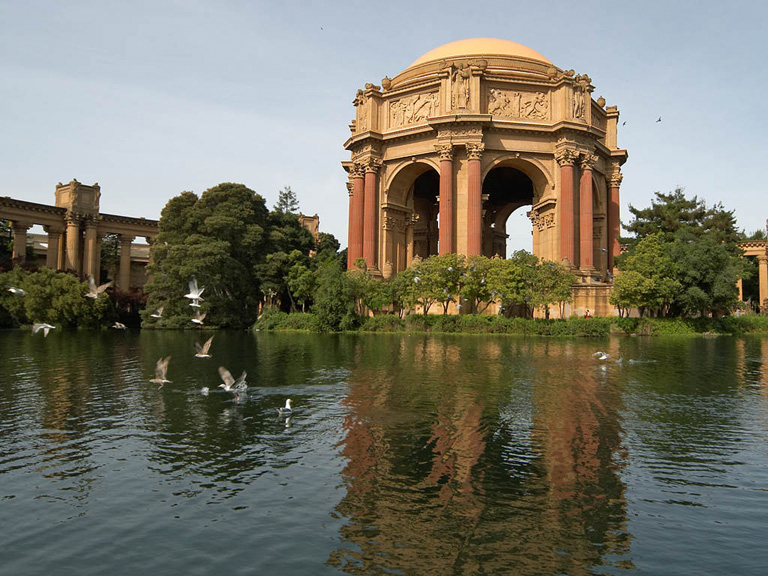
… und 2006
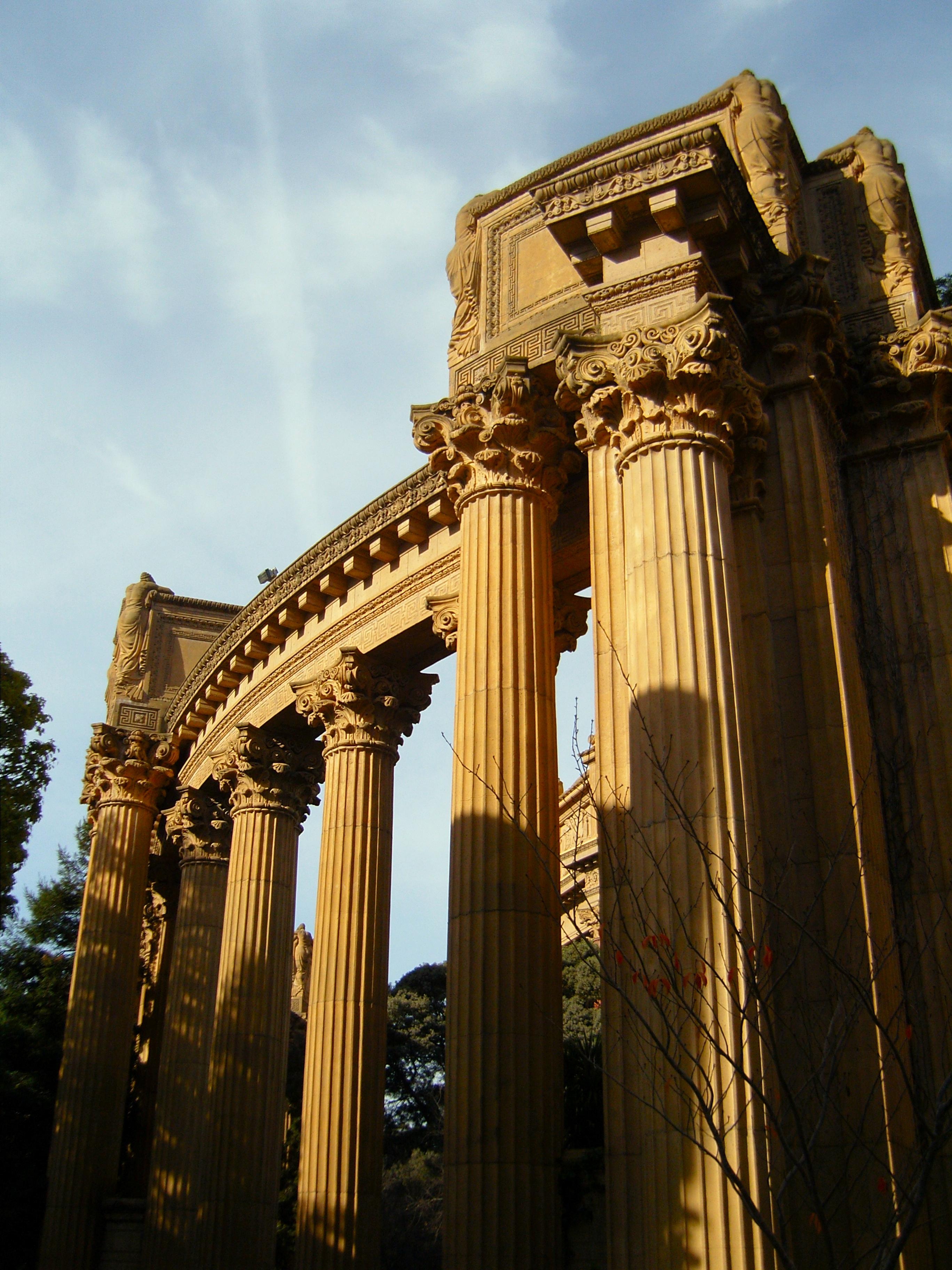
Kolonnaden
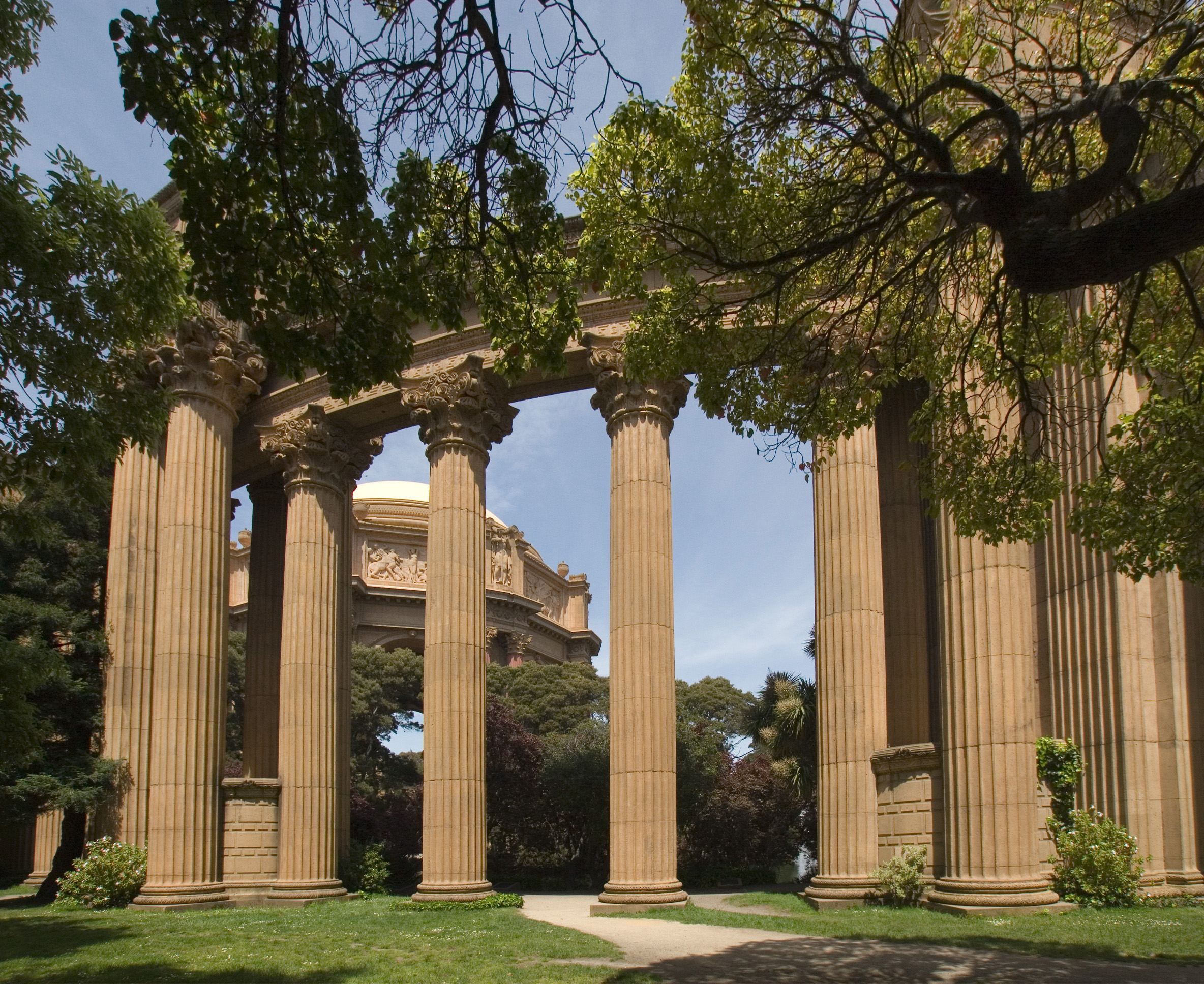
Innenansicht
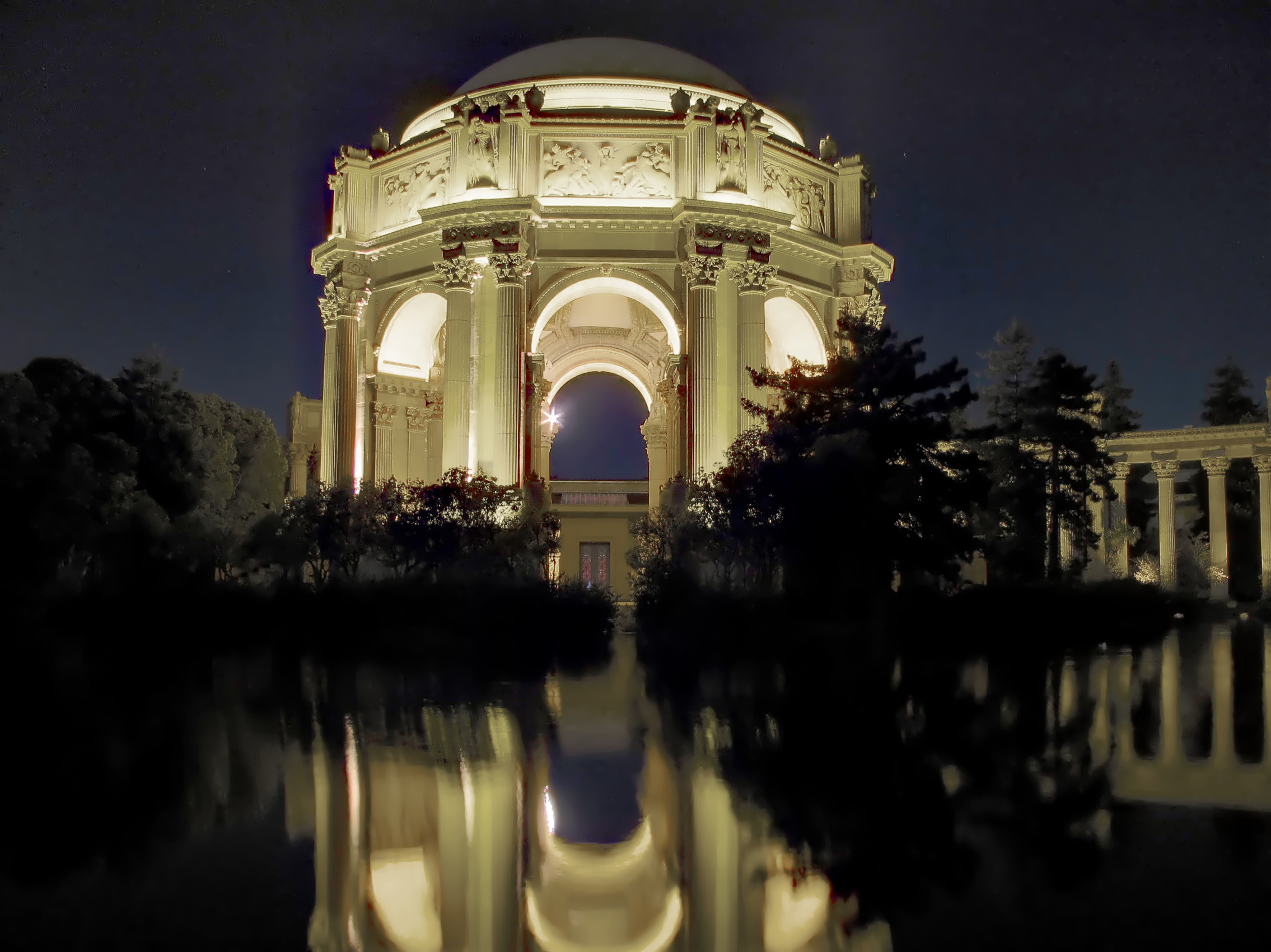
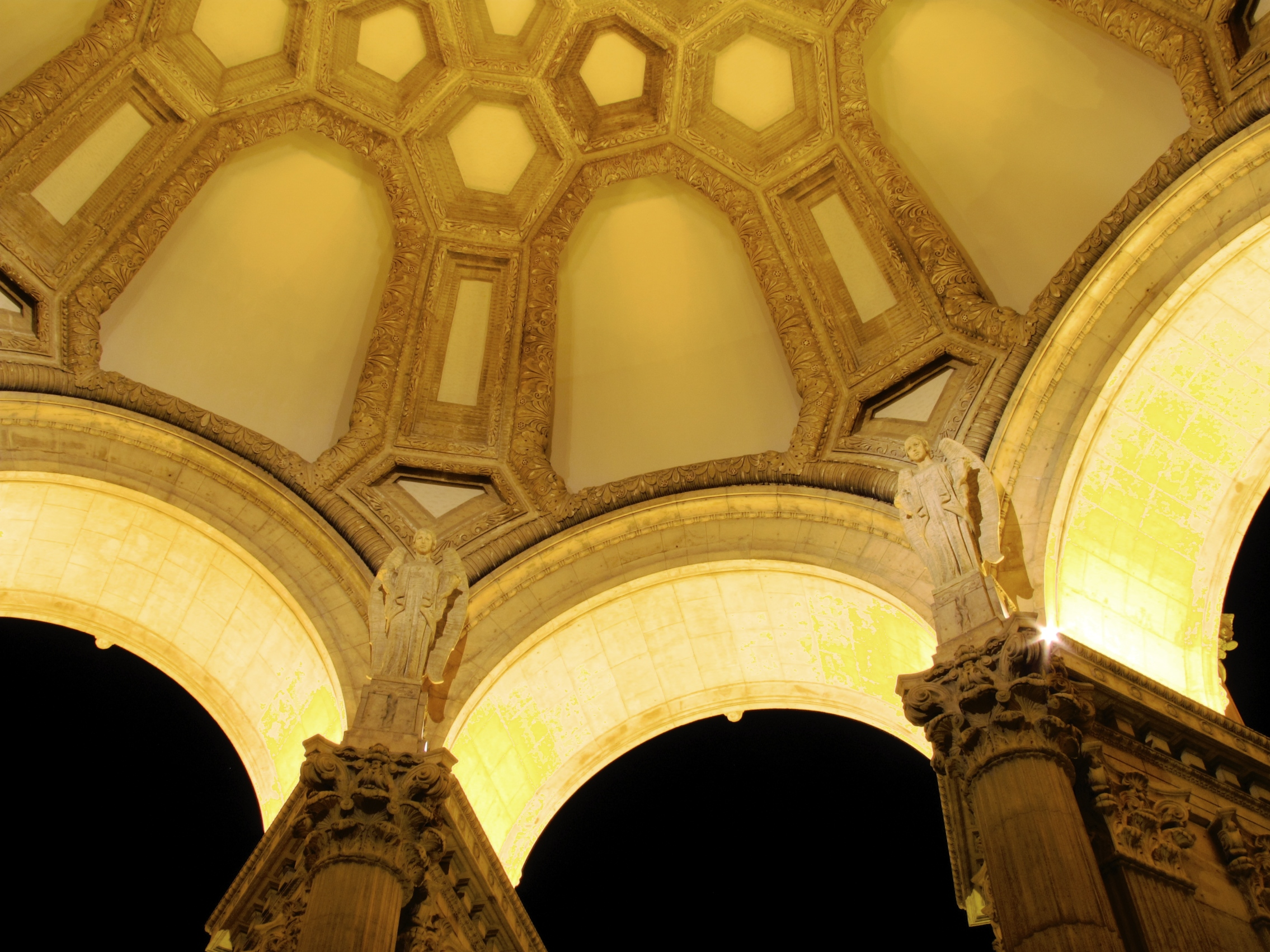
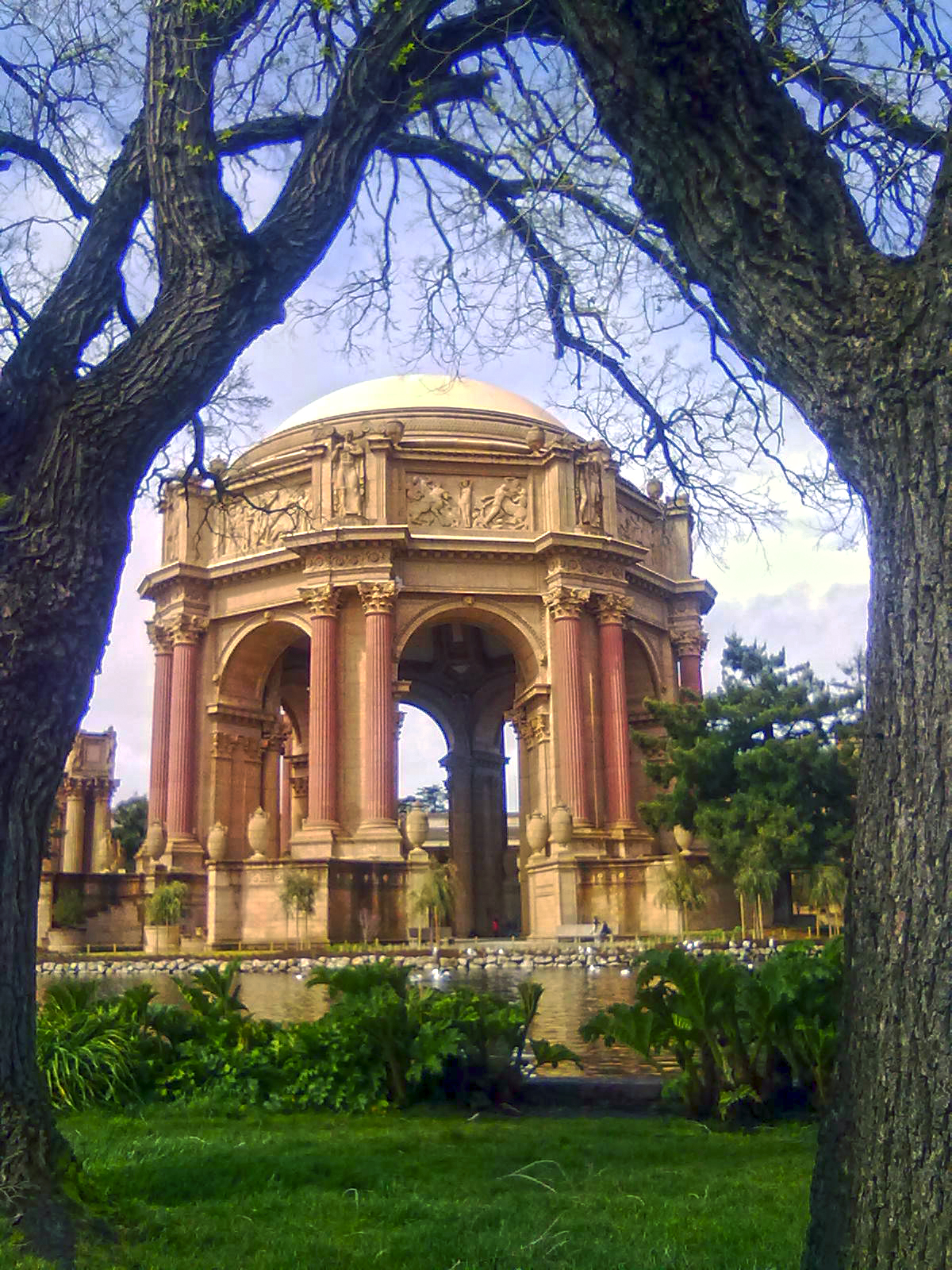
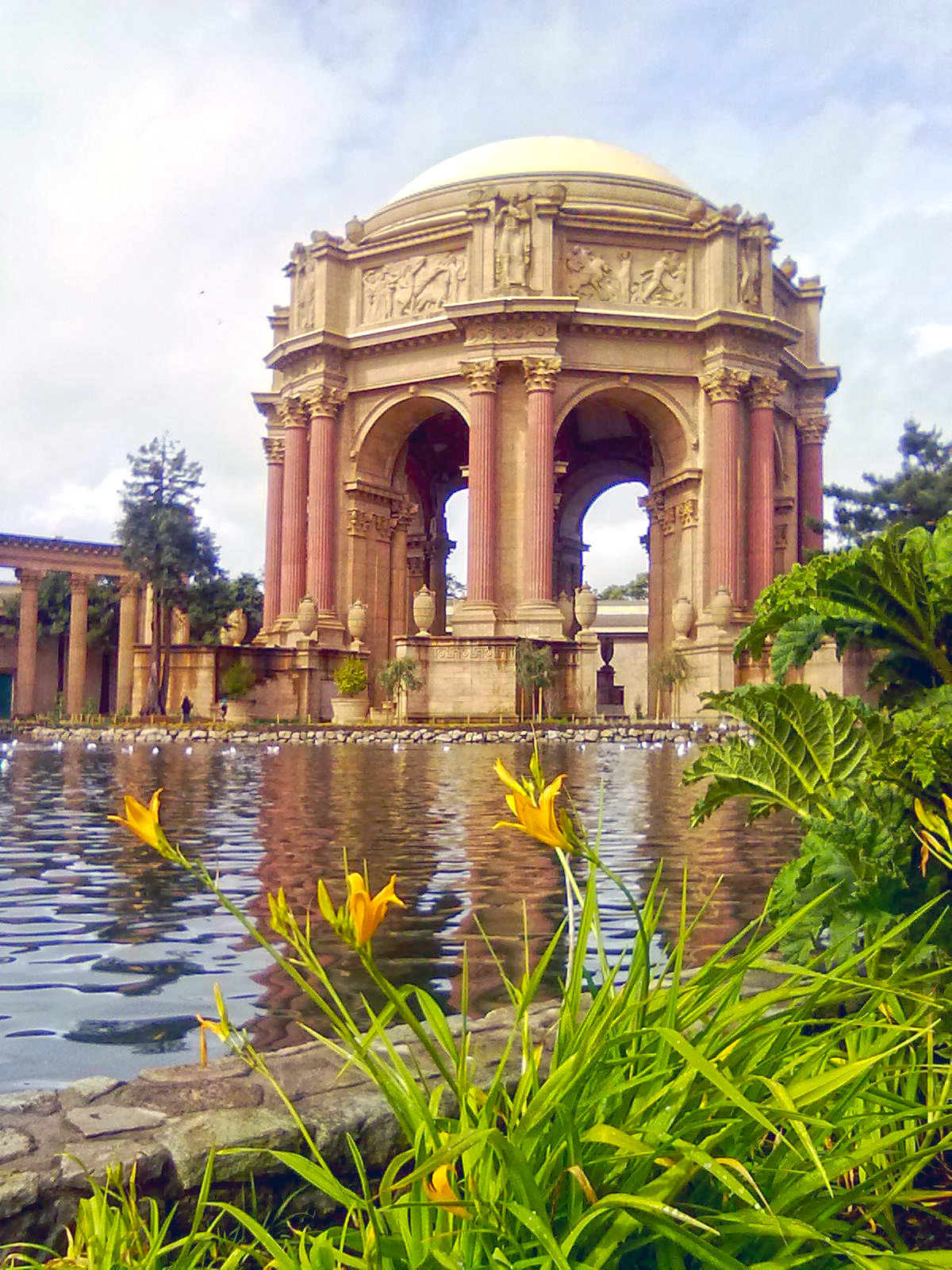

## Bedeutung für die moderne Kultur
- Der Palast, insbesondere die Kuppel und der See davor wurden schon oft in Filmen als Kulisse verwendet. Darunter Vertigo – Aus dem Reich der Toten von Alfred Hitchcock, The Rock – Fels der Entscheidung von Michael Bay und Flucht in die Zukunft von Nicholas Meyer.
- Der Palace of Fine Arts ist Teil des 49-Mile Scenic Drive.
- Eine kleinere Kopie des Bauwerks wurde im Bayside-Areal des Disney’s California Adventure in Anaheim nachgebaut und dient als Kino.